# Laura Mertens
Laura Mertens (25 de mayo de 1993) es una deportista alemana que compite en lucha libre. Ganó una medalla de bronce en el Campeonato Europeo de Lucha de 2017, en la categoría de 58 kg.

## Palmarés internacional
| Campeonato Europeo | Campeonato Europeo | Campeonato Europeo | Campeonato Europeo |
| Año                | Lugar              | Medalla            | Categoría          |
| ------------------ | ------------------ | ------------------ | ------------------ |
| 2017               | Novi Sad (Serbia)  | Medalla de bronce  | 58 kg              |